# Беркмер
Беркмер (нід. Berkmeer) — селище в нідерландській провінції Північна Голландія. Входить до муніципалітету Коггенланд.
Його площа становить 2,97 км², а населення станом на 2021 рік складало 110 осіб.